# 무라카미 게이시
무라카미 게이시(일본어: 村上 景司, 2002년 9월 14일~)는 일본의 축구 선수이다.

## 구단 경력
그는 J1리그의 감바 오사카에 입단했다. 2019년부터 2020년까지 J3리그의 감바 오사카 U-23에서 뛰었다. 32경기에 출전하여, 1득점을 넣었다.